# Lindenblättrige Birke
Die Lindenblättrige Birke (Betula maximowicziana) ist ein mittelgroßer Laubbaum aus der Gattung der Birken in der Familie der Birkengewächse (Betulaceae). Das Verbreitungsgebiet liegt in Japan und auf den Süd-Kurilen.

## Beschreibung

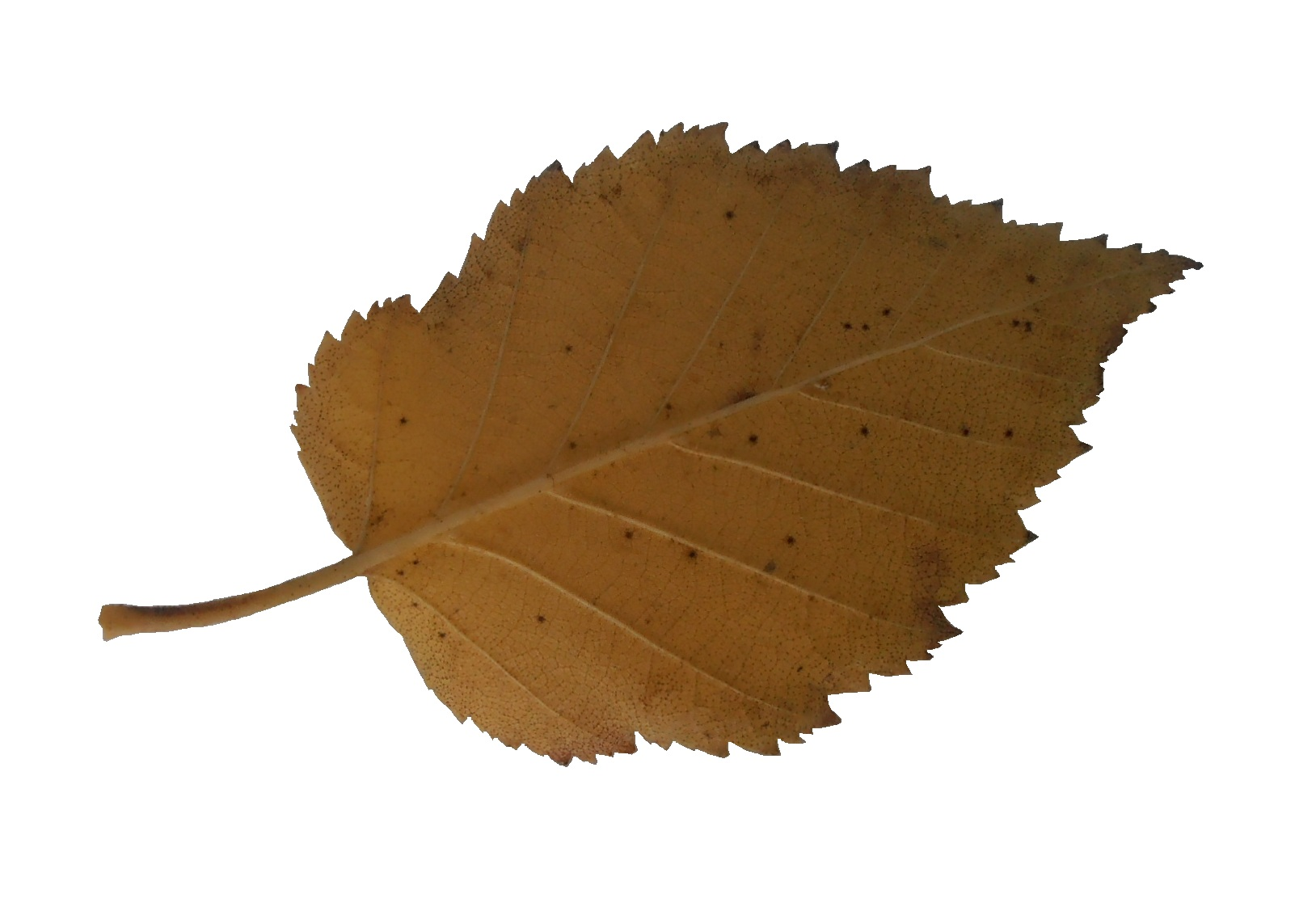
Einzelnes Blatt

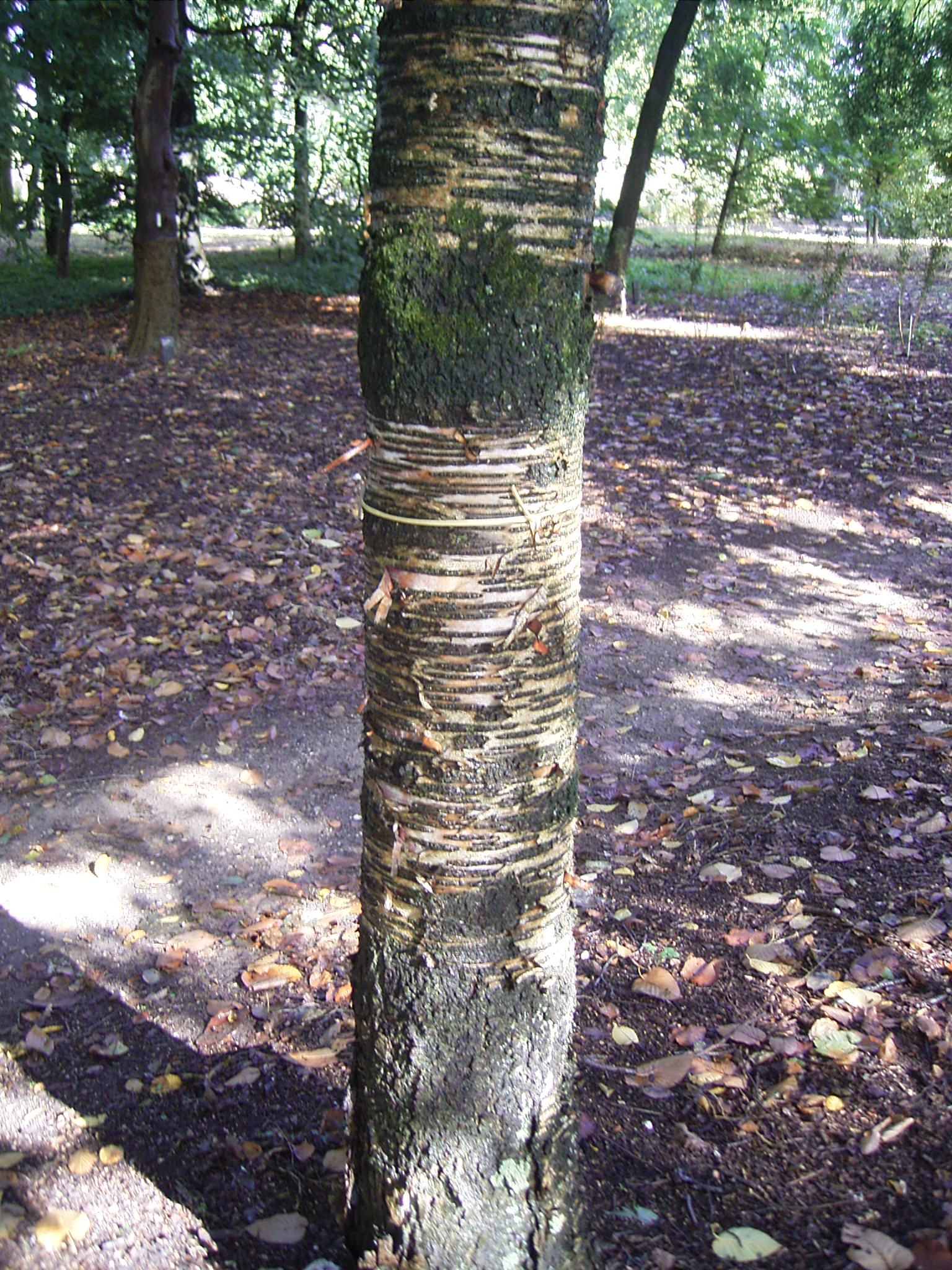
Stamm

Die Lindenblättrige Birke ist ein raschwüchsiger, 20 bis 30 Meter hoher Baum mit einer locker beasteten, breiten Krone und anfangs orangebrauner, später grauer bis weißlich orangefarbener, dünn abrollender Rinde. Die Triebe sind dunkelrotbraun, unbehaart und warzig. Die Blätter sind breit eiförmig, 8 bis 16 Zentimeter lang, zugespitzt mit tief herzförmiger Basis und doppelt gesägtem Rand. Die Blattoberseite ist dunkelgrün und anfangs behaart, die Unterseite ist mit Achselbärten besetzt. Je Blatt werden 10 bis 12 Nervenpaare gebildet, die den Blattrand etwas überragen. Der Blattstiel ist 1,5 bis 4,4 Zentimeter lang. Im Herbst färben sich die Blätter goldgelb, die Adern werden häufig rot. Als weibliche Blütenstände werden in Gruppen von drei bis vier stehende, 5 bis 7 Zentimeter lange, länglich-zylindrische Kätzchen gebildet. Dabei sind die Mittellappen der Fruchtschuppen länger als die Seitenlappen.
Die Chromosomenzahl beträgt 2n = 28.

## Verbreitung und Ökologie
Das Verbreitungsgebiet liegt auf den japanischen Inseln  Hokkaidō und Honshū und auf den südlichen Kurilen, die zu Russland gehören. Dort wächst sie in kühlfeuchten Wäldern auf frischen bis feuchten, durchlässigen, mäßig nährstoffreichen, sauren bis neutralen, sandig- oder kiesig-humosen Böden an sonnigen bis lichtschattigen Standorten. Die Art ist meist frosthart und meidet kalkhaltige Böden.

## Systematik und Forschungsgeschichte
Die Lindenblättrige Birke (Betula maximowicziana Regel) ist eine Art aus der Gattung der Birken (Betula) in der Familie der Birkengewächse (Betulaceae). Die Erstbeschreibung erfolgte 1868 durch Eduard August von Regel in De Candolles: Prodromus Systematis Naturalis Regni Vegetabilis. Ein Synonym ist Betula maximowiczii Regel non Rupr.

## Verwendung
Die Art wird häufig wegen ihrer beeindruckenden Herbstfärbung als Zierpflanze verwendet.

## Nachweise